# 久津八幡宮
久津八幡宮（くづはちまんぐう）は、岐阜県下呂市にある神社である。南飛騨総鎮守、飛騨国二宮とされる（諸説あり）。旧社格は県社。
本殿（三間社流造）および拝殿は、室町時代、安土桃山時代の再建であり、国の重要文化財である。また、境内にある夫婦杉は国の天然記念物である。

## 祭神
- 応神天皇

## 沿革
377年（仁徳天皇65年）、両面宿儺を成敗した武振熊命が、この地に応神天皇を祭祀したと伝えられている。
1159年（平治元年）、河内源氏の棟梁である源義朝の長男源義平がこの地を訪れたさい、鶴岡八幡宮を勧請した。また久津八幡宮の社殿造立棟札が残っており、その中に「…伝え聞く、当国八幡宮は、源義平、保元年中に関東鶴岡より、ここに勧請する…」という記述があることから、義平は平治の乱以前にもここを訪れていた可能性も高い。
1412年（応永19年）、飛騨国領主の白井太郎俊国が本殿を再建し、1581年（天正9年）には三木自綱が拝殿を再建する。この後、順次建物が再建された。

## 祭礼
- 例大祭：4月第三土曜・日曜

## 文化財

### 重要文化財（国指定）
- 本殿 - 室町時代中期（1412年）の建立。三間社流造、こけら葺。昭和28年（1953年）11月14日指定。
- 拝殿 - 安土桃山時代（1581年）の建立。桁行五間、梁間四間、一重、入母屋造、こけら葺。大正13年（1924年04月15日）指定。

## 所在地
- 岐阜県下呂市萩原町上呂2345番地1
  - JR高山本線飛騨萩原駅より徒歩20分

## その他
- 重要文化財の本殿にある彫刻 鳴き鶯 は、本殿建設中に鳴いたという伝説がある。
- 重要文化財の拝殿びある彫刻 水を呼ぶ鯉 は、近くの益田川を呼び寄せ、洪水を起こしてしまう。そこで矢の彫刻を添えたところ、洪水がおこらなくなったという伝説がある。
- 4対の円空仏を所蔵している。
- 夫婦杉は樹齢1200年、幹回り12.5mの雌雄対の杉である。雌木には乳房状のコブがあり、昔から子授けの信仰があったという。1934年（昭和9年）の室戸台風で幹の上部は折れてしまい、現在もその痕跡がある。
- 久津八幡宮祭礼記録類は、岐阜県重要有形文化財に指定されている[4]。
- 久津八幡宮蔵狛犬は、下呂市有形文化財、久津八幡宮本地仏開扉に関する文書並びに関連資料は、下呂市有形民俗文化財に指定されている[5]。